# Sotirios Versis
Sotirios Versis (in greco Σωτήριος Βερσής?; Atene, 1879 – 1918) è stato un discobolo, pesista e sollevatore greco.

## Biografia
Partecipò alle gare di atletica leggera e di sollevamenti pesi delle prime Olimpiadi moderne che si svolsero ad Atene nel 1896.
Vinse la medaglia di bronzo nel lancio del disco con la misura di 28,95 m. Gareggiò anche nel sollevamento con una mano, arrivando quarto con 40,0 kg, e nel sollevamento con due mani, classificandosi terzo con 90,0 kg e grazie anche ad una buona tecnica d'alzata.
Prese parte anche ai Giochi della II Olimpiade nel getto del peso, concludendo la gara senza alcuna misura.

## Palmarès

### Atletica leggera
| Anno | Manifestazione  | Sede   | Evento           | Risultato | Prestazione | Note                          |
| ---- | --------------- | ------ | ---------------- | --------- | ----------- | ----------------------------- |
| 1896 | Giochi olimpici | Atene  | Lancio del disco | Bronzo    | 27,78 m     | Miglior prestazione personale |
| 1900 | Giochi olimpici | Parigi | Getto del peso   | nm        | nm          |                               |

### Sollevamento pesi
| Anno | Manifestazione  | Sede  | Evento                    | Risultato | Prestazione | Note |
| ---- | --------------- | ----- | ------------------------- | --------- | ----------- | ---- |
| 1896 | Giochi olimpici | Atene | Sollevamento con una mano | 4º        | 40,0 kg     |      |
| 1896 | Giochi olimpici | Atene | Sollevamento con due mani | Bronzo    | 90,0 kg     |      |